# Gerichtsbarkeit im Memelland (1919–1945)
Dieser Artikel behandelt Land- und Amtsgerichte im Memelland in der Zeit zwischen 1920 und 1945, also von der Abtretung an den Völkerbund, die Annexion durch Litauen über die Rückgabe 1939 bis zum Aufgehen in der Litauischen Sowjetrepublik 1945.

## Vorgeschichte
Mit der Einführung der Reichsjustizgesetze wurde 1879 das Oberlandesgericht Königsberg gebildet. Als eines von sieben Landgerichten war diesem das Landgericht Tilsit nachgeordnet, dessen Gerichtssprengel u. a. das 1920 gebildete Memelland umfasste. Damit lagen im Gebiet des Memellandes folgende nachgeordnete Amtsgerichte:
- Amtsgericht Heydekrug
- Amtsgericht Memel
- Amtsgericht Prökuls
- Amtsgericht Ruß

Aus diesen vier Amtsgerichten wurde 1885 der neue Landgerichtsbezirk Memel gebildet. 
Im östlichen Teil des Kreises Ragnit wurde 1882 für das Gebiet rechts der Memel als weiteres Amtsgericht im Landgerichtsbezirk Tilsit errichtet das
- Amtsgericht Wischwill

In Bezug auf die Verwaltungsgerichtsbarkeit war der Kreis Memel dem Bezirksverwaltungsgericht Königsberg und der Rest des Memellandes dem 1906 geschaffenen Bezirksverwaltungsgericht Allenstein zugeordnet. Als erste Instanz dienten die Kreisverwaltungsgerichte, die in jedem Landkreis eingerichtet waren. Oberste Instanz war das Preußische Oberverwaltungsgericht.

## Intermezzo 1920/23

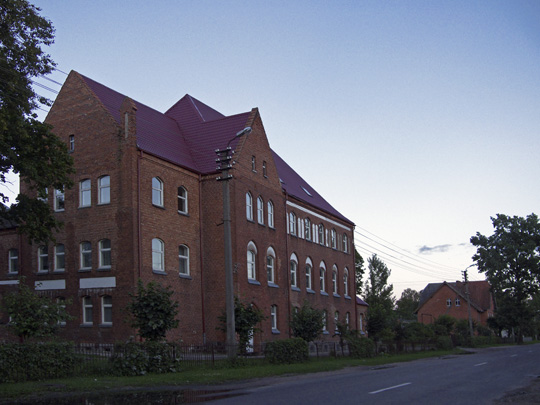
Das frühere Wischwiller Amtsgerichtsgebäude in Viešvilė

Die Abtrennung des Memelgebietes vom Reich durchschnitt die Landgerichtsbezirke Tilsit und Memel und die Bezirke der Amtsgerichte Ruß, Tilsit, Ragnit und Heinrichswalde. Im Memelgebiet wurde das Landgericht Memel um die rechts der Memel liegenden Gebietsteile  des Landgerichts Tilsit erweitert und mit Verordnung vom 5. März 1920 wurden die Bezirke der Amtsgerichte angepasst. Das östlichste Amtsgericht des Landes in Wischwill wurde bis nach Pogegen (gegenüber Tilsit) erweitert, wo Gerichtstage stattfinden sollten. Der Amtsgerichtsbezirk Ruß, der zahlreiche Gemeinden auf dem linken Flussufer verloren hatte, wurde um einige Gemeinden des Amtsgerichtsbezirk Heydekrug erweitert. Die Anzahl der memelländischen Amtsgerichte blieb aber konstant bei fünf: Memel, Prökuls, Heydekrug, Ruß und Wischwill.
Gleichzeitig endete die Zuständigkeit des Oberlandesgerichts Königsberg und des Reichsgerichts als Obergerichte. Da sich die ebenfalls vom Reich abgetrennte Freie Stadt Danzig in der gleichen Situation befand, vereinbarte man, dass das neu geschaffenen Obergericht Danzig (siehe Gerichte in der Freien Stadt Danzig) als Danzig-Memelländisches Obergericht auch Obergericht für das Memelland wurde. Wie dort war damit der Instanzenzug gegenüber dem Reich auf zwei Instanzen verkürzt. Durch Verordnung über die Einrichtung eines Obergerichtes in Memel vom 24. September 1921, geändert durch eine Verordnung vom 29. Juni 1922  wurde ein eigenes Obergericht in Memel geschaffen. Dieses Gericht nahm am 1. März 1922 die Arbeit auf.

## Zugehörigkeit zu Litauen
Nach der Besetzung des Memellandes durch litauische Truppen 1923 wurde das Obergericht 1924 aufgehoben. Mit der Verordnung, betreffend das oberste Gericht für das Memelgebiet vom 13. März 1924 wurde eine memelländische Kammer am Litauischen Obertribunal als oberstes Gericht des Memellandes eingerichtet.
Dem Landgericht Memel waren nachgeordnet:
- Amtsgericht Heydekrug
- Amtsgericht Memel
- Amtsgericht Prökuls
- Amtsgericht Ruß
- Amtsgericht Wischwill[7]

Die Verkürzung des Instanzenzugs im Vergleich zum Reich wurde durch Verordnung betreff Zuständigkeit der Memeler Gerichte vom 29. Februar 1924 gelöst, indem die Amtsgerichte für alle Zivilrechtsverfahren, unabhängig von der Höhe des Streitwertes zuständig waren. Das Landgericht war damit keine Eingangsinstanz mehr, sondern ausschließlich Berufungsinstanz. Ausgenommen waren nur Handelssachen mit Streitwert von mehr als 1.000 Litas. Hierfür wurde mit der gleichen Verordnung das Handelsgericht Memel geschaffen. Revisionsinstanz war die Kammer für Handelssachen beim Landgericht Memel.
Die Gewerbe- und die Kaufmannsgerichtsbarkeit blieb grundsätzlich erhalten. Mit Verordnung, betreffend Änderung des Gewerbegerichts- und des Kaufmannsgerichtsgesetzes vom 12. Januar 1924 und Verordnung, betreffend Abänderung des Gewerbegerichtsgesetzes … vom 5. November 1925 erfolgten Änderungen bezüglich Kompetenzen und Arbeitsweise.
Daneben wurde ein Verwaltungsgericht in Memel anstelle der weggefallenen Bezirksverwaltungsgerichte eingerichtet.

## Zweiter Weltkrieg
Nach dem Wiederanschluss Danzigs an das Deutsche Reich ab 1. September 1939 wurde das Danziger Obergericht in das Oberlandesgericht Danzig umgewandelt. In der Zwischenzeit erfolgte aufgrund Vereinbarung mit der Republik Litauen die Rückgliederung des Memelgebiets in die Provinz Ostpreußen. Das Landgericht Memel wurde wieder in den Bezirk des Oberlandesgerichtes Königsberg eingeordnet. Die Gerichtsbezirke blieben weitgehend unverändert. Lediglich das Amtsgericht Wischwill wurde wieder dem Landgericht Tilsit zugeordnet. Es ergab sich nun folgende Struktur:
- Landgericht Memel
  - Amtsgericht Heydekrug
  - Amtsgericht Memel
  - Amtsgericht Prökuls
  - Amtsgericht Ruß

- Landgericht Tilsit (einschließlich der nicht memelländischen Gebiete des Gerichtsbezirks)
  - Amtsgericht Heinrichswalde
  - Amtsgericht Kreuzingen (bis 1938: Skaisgirren)
  - Amtsgericht Kuckerneese (bis 1938: Kaukehmen)
  - Amtsgericht Ragnit
  - Amtsgericht Tilsit
  - Amtsgericht Wischwill[12]